# Ai Quaquín que has vengut de prim
Ai Quaquín que has vengut de prim és una sarsuela en un acte obra de Sebastià Rubí Roig i musicada per Antoni Maria Servera Juan. Fou estrenada el 16 febrer del 1935 per l'Agrupació Artística de Manacor al Teatre Principal de la mateixa ciutat, sota la direcció de Gabriel Fuster, i va tenir molt d'èxit. Tornà a ser posada en escena el 1937 per l'Agrupació de Pollença; més endavant, per la Coral Filharmònica de Porreres, i per la Companyia Artis. L'any 1971 diversos actors iniciaren una nova etapa de representacions per diferents pobles de l'illa. El 1985 se'n feu una versió radiofònica. També s'ha representat diverses vegades a la Mostra de Teatre Escolar de Manacor i el 2010, amb motiu del 75è aniversari, es va representar a l'Auditori de Manacor.
Pel que fa a la publicació, no fou fins al 1985 que l'obra es trobà a l'abast del gran públic, quan l'Ajuntament de Manacor, amb motiu de la inauguració del Teatre Municipal de Manacor, en feu una edició on per primera vegada ballaren els dimonis. El 2010, amb motiu del 75è aniversari, l'Ajuntament en féu una nova edició. També s'interpretà l'any 2013.

## Argument
L'acció comença el dia de la festivitat de Sant Antoni Abat, el 17 de gener, a Manacor, en el corral de mestre Antoni, quan els veïns van a felicitar-lo. Amb tota la disbauxa, però, desperten el senyor don Pau, que surt per renyar mestre Antoni. Tot seguit arriba un telegrama d'en Quaquín, a qui mestre Antoni havia obligat a emigrar a l'Amèrica del Sud amb la convenció que es faria ric. En entrar aquest en escena, tothom es pensa que en Quaquín ha tornat ric, però més prim. Més tard, el protagonista confessa a la seva estimada, na Paquita, filla de don Pau, que ha tornat a Mallorca perquè en realitat estava cansat de patir fam i que no té cap diner. Finalment, el problema es resol amb unes noces: na Paquita proposa a en Quaquín el casament i començar a treballar amb don Pau. L'obra acaba amb Bàmbols, un tango nostàlgic, una exaltació de l'amor cap a la terra.

## Anàlisi
L'obra intenta desdramatitzar el tema de l'emigració patida a Mallorca a començament de segle xx, quan molta de gent de la zona del llevant va haver d'emigrar a l'Amèrica del Sud a conseqüència de la crisi agrària provocada per l'entrada de la fil·loxera a les vinyes. Mostra, així, les conseqüències de l'emigració des de dos pols contraris: aquells que van aconseguir fer fortuna, com és el cas de don Pau, i aquells que no van aconseguir res, com en Quaquín. Es tracta, però, d'una comèdia, l'humor de la qual ve donat per les referències reconegudes pel públic, pels jocs de paraules amb què constantment s'expressa mestre Antoni i pel llenguatge acastellanat que empra don Pau. L'obra és escrita amb un llenguatge senzill i una prosa planera, que fan que el ritme sigui molt àgil.